# (17032) Edlu
(17032) Edlu (1999 FM9) – planetoida z grupy pasa głównego asteroid okrążająca Słońce w ciągu 4,65 lat w średniej odległości 2,78 j.a. Odkryta 22 marca 1999 roku.